# جنبش انقلابی توپاک آمارو
جنبش انقلابی توپاک آمارو (به اسپانیایی: Movimiento Revolucionario Túpac Amaru به‌طور مختصر MRTA) یک گروه رادیکال در پرو بود که در اوایل سال ۱۹۸۰ میلادی آغاز شده بود. گروه‌های ویکتور پولای که توسط کامپوس رهبری می‌شد تا زمانی که او در سال ۱۹۹۲ میلادی به ۳۲ سال زندان محکوم شد
این جنبش یک سازمان تروریستی توسط دولت پرو تعیین شده بود و وزارت امور خارجه آمریکا و پارلمان اروپا نیز آن را یک سازمان تروریستی قلمداد می‌کردند اما در ۵ اکتبر ۲۰۰۱ از این لیست خارج شد.
در اوج قدرت این جنبش، چند صد نفر فعال بودند. اهداف اعلام شده توسط mrta ایجاد یک دولت سوسیالیستی از تمامی لحاظ در پرو است.